# Juchnowiec Kościelny (plaats)
Juchnowiec Kościelny is een dorp in het Poolse woiwodschap Podlachië, in het district Białostocki. De plaats maakt deel uit van de gemeente Juchnowiec Kościelny en telt 160 inwoners.